# Lönnebjär
Lönnebjär är resterna av en vulkan som bildades för cirka 170 miljoner år sedan, och ligger knappt två kilometer norr om Häglinge i Skåne. Det finns spår av många vulkaner i mellersta Skåne, och Lönnebjär är en av de bäst bevarade. Runt toppen på berget, som ligger på cirka 145 meter över havet, kan man se spåren av den tidigare aktiva vulkanen. Lavan som trängde upp ur mynningen på vulkanen stelnade och när den svalnade snabbt så bildades de karaktäristiska sexkantiga pelarna.